# Zdeněk Jarkovský
Zdeněk Jarkovský (n. 3 octombrie 1918, Nový Bydžov⁠(d), Hradec Králové, Cehia – d. 8 noiembrie 1948, Canalul Mânecii) a fost un jucător de hochei pe gheață ce a reprezentat Cehoslovacia, medaliat olimpic. A participat la o ediție a Jocurilor Olimpice (1948) în care a câștigat o medalie de argint.